# المؤسسة العامة للتأمينات الاجتماعية (السعودية)
المؤسسة العامة للتأمينات الاجتماعية، مؤسسة عامة حكومية سعودية، لها استقلالها المالي والإداري. تعنى بتطبيق أحكام نظام التأمينات الاجتماعية، ومتابعة تنفيذه، خاصة فيما يتعلق بتحقيق التغطية التأمينية الواجبة نظاماَ، وتحصيل الاشتراكات من أصحاب الأعمال، وصرف التعويضات للمستحقين من المشتركين أو أفراد أسرهم.
تقوم على رعاية العاملين في القطاع العام والخاص، بمن فيهم العاملون على نظام الوظائف المؤقتة أو العقود، مهما كانت مدة خدمتهم. لتوفر لهم ولأسرهم حياة كريمة بعد تركهم العمل بسبب التقاعد أو العجز أو الوفاة وكذلك العناية الطبية للمصابين بإصابات عمل أو أمراض مهنية والتعويضات اللازمة عند حدوث عجز مهني أو وفاة. وهي مؤسسة حاصلة على شهادتي المواصفات الدولية لنظام إدارة الجودة، والمواصفات الدولية لنظام السلامة والصحة المهنية، وذلك في عام 2022م نظير تحقيق المؤسسة لمعايير الجودة الدولية "الآيزو".

## التاريخ
صدر نظام التأمينات الاجتماعية بموجب المرسوم الملكي رقم م / 22 وتاريخ 6 رمضان 1389 هـ الموافق 15 نوفمبر 1969 م وطبق في شهر محرم 1393 هـ وطبق فرع الأخطار المهنية في 1 رجب 1402 هـ وعدل النظام بالمرسوم الملكي رقم م/33 وتاريخ 3 رمضان 1421 هـ الموافق 29 نوفمبر 2000 م وبدأ تطبيقه اعتباراَ من 1 محرم 1422 هـ الموافق 1 أبريل 2001 م  وفي 15 يونيو 2021م/ 5 ذو القعدة 1442هـ صدر قرار مجلس الوزراء بدمج المؤسسة العامة للتقاعد فيها.

### نظام التأمينات الاجتماعية الجديد
في 3 يوليو 2024م وافق مجلس الوزراء على نظام التأمينات الاجتماعية الجديد، وقصر تطبيقه على الملتحقين الجدد بالعمل، والموافقة على استمرار العمل بأحكام نظامي التقاعد المدني والتأمينات الاجتماعية بالنسبة إلى المشتركين الحاليين باستثناء الأحكام المتصلة بالسن النظامية للتقاعد والمدة المؤهلة لاستحقاق معاش التقاعد قبل بلوغ تلك السن للفئات المشمولة.
وبيّنت المؤسسة أن السن النظامية للتقاعد للفئات المشمولة ستكون ما بين (58 و65) سنة ميلادية، وذلك بزيادة تدريجية تبدأ بـ 4 أشهر على السن النظامية الحالية للتقاعد وفقاً لسن المشترك في تاريخ سريان التعديلات، ومدة الاشتراك اللازمة للتقاعد المبكر ستكون ما بين (25 و30) سنة اشتراك، وذلك بزيادة تدريجية تبدأ بـ (12) شهرًا على المدة الحالية اللازمة للتقاعد المبكر وفقاً لمدد الاشتراك في تاريخ سريان التعديلات، فيما يستمر تطبيق نظامي التقاعد المدني والتأمينات الاجتماعية الحاليين دون تغيير على باقي المشتركين ممن أعمارهم (50) سنة هجرية فأكثر أو لديهم مدد اشتراك (20) سنة فأكثر في تاريخ سريان تلك التعديلات.وشملت التعديلات الجديدة بعض البنود المتعلقة بتعويض الأمومة بما يعزز حضور المرأة السعودية على ساحة العمل، بحيث تتحمل التأمينات الاجتماعية تكاليف راتب أول 3 أشهر للمرأة العاملة عند الولادة، سواء كانت سعودية أو غير سعودية، على أن تزيد هذه المدة في بعض الحالات.
وبدأ تطبيق النظام الجديد للتأمينات الاجتماعية والأحكام المتعلقة بالسن النظامية للتقاعد والمدد المؤهلة لاستحقاق المعاش قبل بلوغ تلك السن للفئات المشمولة من تاريخ 27 / 12 / 1445هـ الموافق 3 / 7 / 2024م.

## دمج المؤسسة العامة للتقاعد
في 15 يونيو 2021، وافق مجلس الوزراء السعودي، على دمج «المؤسسة العامة للتقاعد» في «المؤسسة العامة للتأمينات الاجتماعية». وعملية دمج المؤسستين عملية إدارية تنظيمية تهدف لتوحيد مظلة الحماية التأمينية للقطاعين العام والخاص، وتلبية طموحات العملاء وتحقيق تطلعاتهم في توفير أعلى مستويات الخدمة والكفاءة، وبما يدعم تنسيق الجهود وتوحيد الإجراءات، وتأكيداً على الاهتمام بقطاع التأمين الاجتماعي.
ستحل المؤسسة العامة للتأمينات الاجتماعية محل المؤسسة العامة للتقاعد، في جميع ما لها من مسؤوليات وصلاحيات وحقوق والتزامات ونحوها، وتنقل إليها جميع أصول المؤسسة العامة للتقاعد بكل أنواعها، اعتبارا من 22 ذي الحجة 1442هـ الموافق لـ 01 أغسطس 2021. وسيستمر تطبيق اللوائح المالية والإدارية والوظيفية الخاصة بالمؤسسة العامة للتقاعد لحين إصدار مجلس إدارة المؤسسة العامة للتأمينات الاجتماعية ما يلزم ذلك. ووفقا لأحكام الدمج سيتم إحلال عبارة «المؤسسة العامة للتأمينات الاجتماعية» محل عبارة «المؤسسة العامة للتقاعد»، وإحلال عبارة «محافظ المؤسسة العامة للتأمينات الاجتماعية» محل عبارة «محافظ المؤسسة العامة للتقاعد»، وإحلال عبارة «مجلس إدارة المؤسسة العامة للتأمينات الاجتماعية» محل عبارة «مجلس إدارة المؤسسة العامة للتقاعد»، أينما وردت في الأنظمة والتنظيمات والأوامر والمراسيم الملكية والقرارات واللوائح، وذلك دون إخلال بما ورد في الأمر السامي رقم (17715) وتاريخ (01-04-1422هـ).
بالإضافة إلى المهمات والاختصاصات الموكلة إلى المؤسسة العامة للتأمينات الاجتماعية، فأنها أستحوذت على جميع المهمات والاختصاصات الموكلة لمجلس إدارة المؤسسة العامة للتقاعد الواردة في نظامي التقاعد المدني والعسكري وتنظيم المؤسسة العامة للتقاعد والأنظمة والتنظيمات والأوامر والقرارات ذات العلاقة.

## مجلس الإدارة

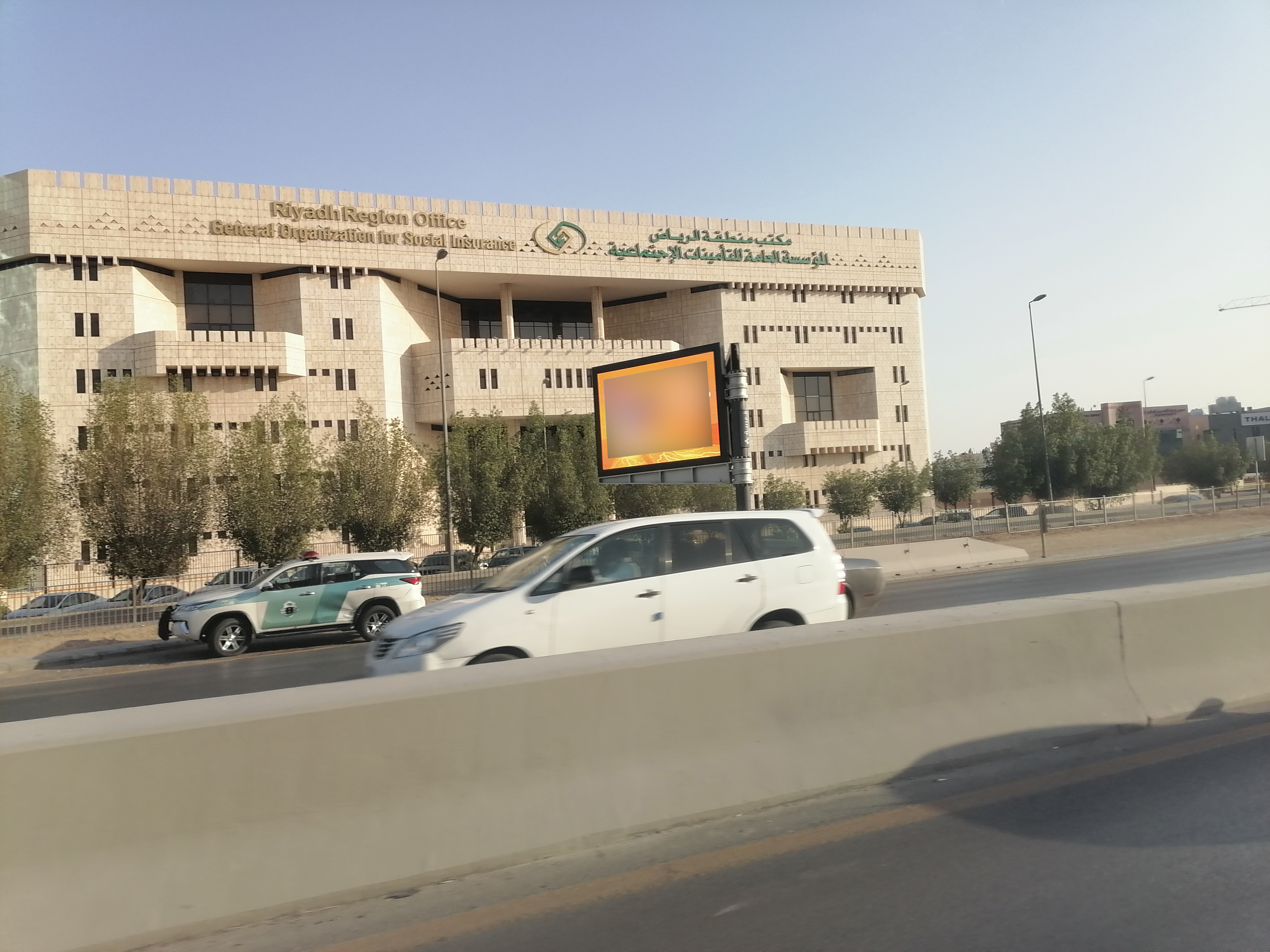
صورة لمكتب المؤسسة العامة للتأمينات الاجتماعية، الفرع الرئيسي، بمدينة الرياض، شارع الملك سعود

ويشرف عليها مجلس إدارة مكون من أحد عشر عضواَ هم: وزير المالية رئيساَ للمجلس، ومحافظ المؤسسة، وثلاثة أعضاء يمثلون وزارات المالية، والموارد البشرية والتنمية الاجتماعية، والاقتصاد والتخطيط. وممثل من القطاعات العسكرية، وخبير في إدارة الخدمات المالية والمخاطر، وخبير في عمليات الدمج وتصميم الهياكل المؤسسية والحوكمة. على ألا تقل مرتبة ممثلي الجهات الحكومية في المجلس عن الرابعة عشرة أو ما يعادلها، ويتم تسمية ممثل القطاعات العسكرية والخبيرين بقرار من رئيس مجلس الوزراء بناء على ترشيح مجلس الإدارة.

## محافظي المؤسسة العامة للتأمينات الاجتماعية منذ تأسيسها
| الاسم                             | المنصب           | الفترة                         |
| --------------------------------- | ---------------- | ------------------------------ |
| محمد بن علي الفايز                | مدير عام المؤسسة | 1390/3/24 هـ حتى 1391/3/21 هـ  |
| زياد بن محمد بخيت (متوفَّى)         | مدير عام المؤسسة | 1391/8/14 هـ حتى 1391/12/29 هـ |
| إبراهيم بن عبد الله الزيد (متوفَّى) | مدير عام المؤسسة | 1392/11/12 هـ حتى 1400/1/10 هـ |
| محمد بن علي الفايز                | محافظ المؤسسة    | 1400/11/26 هـ حتى 1403/7/10 هـ |
| مساعد بن محمد السناني             | محافظ المؤسسة    | 1403/9/3 هـ حتى 1416/3/6 هـ    |
| سليمان بن سعد الحميّد              | محافظ المؤسسة    | 1416/5/15 هـ حتى 1434/3/2 هـ   |
| سليمان بن عبد الرحمن القويز       | محافظ المؤسسة    | 1434/6/1 هـ حتى 1442/12/22هـ   |
| محمد بن طلال النحاس               | محافظ المؤسسة    | 1442/12/22هـ حتى 1444/9/11هـ   |
| عبدالعزيز بن حسن بن علي البوق     | محافظ المؤسسة    | 1444/9/11هـ حتى الآن           |

## ملكية الشركات
بعد دمج مؤسسة التقاعد في التأمينات الاجتماعية وبنقل جميع أصول مؤسسة التقاعد بجميع أنواعها إلى التأمينات الاجتماعية اعتبارا من 1 أغسطس. أصبحت التأمينات تمتلك في 30 شركة مساهمة عامة في السوق السعودي:
| ملكية مؤسسة التأمينات في الشركات المدرجة بعد الاندماج مع التقاعد |                                     |                      |                      |
| الشركة                                                           | الملكية قبل الاندماج                | الملكية قبل الاندماج | الملكية بعد الاندماج |
| التعاونية للتأمين                                                | المؤسسة العامة للتأمينات الاجتماعية | 17.88 %              | 36.77 %              |
| التعاونية للتأمين                                                | المؤسسة العامة للتقاعد              | 18.89 %              | 36.77 %              |
| البنك السعودي للاستثمار                                          | المؤسسة العامة للتأمينات الاجتماعية | 16.56 %              | 30.56 %              |
| البنك السعودي للاستثمار                                          | المؤسسة العامة للتقاعد              | 13.99 %              | 30.56 %              |
| بتروكيم                                                          | المؤسسة العامة للتأمينات الاجتماعية | 11.30 %              | 24.98 %              |
| بتروكيم                                                          | المؤسسة العامة للتقاعد              | 13.68 %              | 24.98 %              |
| بنك الرياض                                                       | المؤسسة العامة للتأمينات الاجتماعية | 16.72 %              | 21.09 %              |
| الخزف السعودي                                                    | المؤسسة العامة للتأمينات الاجتماعية | 11.24 %              | 14.40 %              |
| أسمنت الجنوبية                                                   | المؤسسة العامة للتأمينات الاجتماعية | 10.87 %              | 14.17 %              |
| أسمنت القصيم                                                     | المؤسسة العامة للتأمينات الاجتماعية | 10.14 %              | 13.59 %              |
| البنك الأهلي السعودي                                             | المؤسسة العامة للتأمينات الاجتماعية | 5.81 %               | 13.21 %              |
| البنك الأهلي السعودي                                             | المؤسسة العامة للتقاعد              | 7.40 %               | 13.21 %              |
| المجموعة السعودية                                                | المؤسسة العامة للتقاعد              | 8.96 %               | 13.14 %              |
| البنك السعودي الفرنسي                                            | المؤسسة العامة للتأمينات الاجتماعية | 8.98 %               | 12.60 %              |
| ينساب                                                            | المؤسسة العامة للتأمينات الاجتماعية | 7.64 %               | 11.07 %              |
| مجموعة صافولا                                                    | المؤسسة العامة للتأمينات الاجتماعية | 6.67 %               | 10.99 %              |
| سابك للمغذيات الزراعية                                           | المؤسسة العامة للتأمينات الاجتماعية | 7.74 %               | 10.91 %              |
| مصرف الراجحي                                                     | المؤسسة العامة للتأمينات الاجتماعية | 5.86 %               | 9.61 %               |
| اتحاد اتصالات                                                    | المؤسسة العامة للتأمينات الاجتماعية | 6.90 %               | 9.54 %               |
| الدوائية                                                         | المؤسسة العامة للتقاعد              | 8.15 %               | 8.15 %               |
| البنك العربي الوطني                                              | المؤسسة العامة للتأمينات الاجتماعية | 7.21 %               | 7.63 %               |
| أسمنت ينبع                                                       | المؤسسة العامة للتأمينات الاجتماعية | 7.42 %               | 7.42 %               |
| البنك السعودي البريطاني                                          | المؤسسة العامة للتأمينات الاجتماعية | 5.30 %               | 6.38 %               |
| أسمنت الشرقية                                                    | المؤسسة العامة للتقاعد              | 5.75 %               | 5.75 %               |